# Josep Carbó Vilamajor
Josep Carbó Vilamajor   (Esparreguera, 1898 - Esparreguera, 1989) fou un flabiolaire popular català del segle XX vinculat als balls de bastons d'Esparreguera, del Penedès i l'Anoia durant el segle XX. Fou conegut popularment com el Beco a Esparreguera, Pepito Carbó a Masquefa, i afectuosament com el Nano per la seva baixa estatura. La seva trajectòria, vinculada a la música tradicional, el moviment bastoner i la vida obrera, ha estat reconeguda per la seva contribució a la preservació del patrimoni musical i festiu local en un context social i històric advers.

## Biografia
Fill de família pastissera amb arrels a Espiells, Josep Carbó nasqué a cal Nicolau, al costat de cal Millaret, davant de cal Closas, al nucli antic d'Esparreguera. Tot i que els seus pares provenien del món de la pastisseria, ell desenvolupà la seva vida laboral dins el món fabril. Començà a treballar molt jove, als deu anys, i tota la seva vida professional la dedicà principalment a la fàbrica tèxtil de can Sedó, al sector del blanqueig.
El 1924 es casà amb Maria Trullols, de cal Beco, i s'establí a casa dels sogres. A més de la feina a la fàbrica, complementava els ingressos familiars amb feines de temporada (com l'aplegament d'olives) i amb altres ocupacions: fou també acomodador al teatre de la societat L'Estrella i, sobretot, flabiolaire.

### Un flabiolaire singular
Tot i provenir d'un entorn urbà i industrial, Josep Carbó esdevingué un flabiolaire destacat, autodidacta o format dins l'ambient popular, en un moment en què aquest tipus de músics anaven desapareixent. No es coneixen amb certesa els seus mestres, però sembla que seguia un cert estàndard professional de la contrada. Tocava amb flabiols de bona factura, entre ells un instrument negre de dues peces, sense claus, amb cap de bec i una gran virolla blanca al peu.
Carbó no es dedicava professionalment a la música, sinó que la combinava amb les llargues jornades laborals. La seva disponibilitat, per tant, es limitava als caps de setmana, fet que condicionava el tipus d'actuacions que podia acceptar. Això explica, per exemple, que no participés a l'Anada a Sant Salvador, celebrada en dies feiners.

### Vinculació amb el Ball de Bastons
Josep Carbó va tocar per al Ball de Bastons d'Esparreguera, probablement a partir de la represa de la colla el 1920. Es recorda que conservava i interpretava peces del repertori del seu antecessor, el Gran Manel, com el Mongeter. Quan la colla bastonera d'Esparreguera es dissolgué, foren els bastoners de Masquefa qui el reclamaren com a músic.
S'inicià amb la colla de Masquefa el 1935, actuant com a suplent en un concurs a Barcelona, i hi tornà el 1936. Després de la Guerra Civil, el 1945, amb la represa del ball masquefí i la mort de Pau Orpí, Josep Carbó es convertí en el seu flabiolaire principal. Malgrat un parèntesi entre 1946 i 1948, els acompanyà fins aproximadament el 1965, moment en què la colla es dissolgué temporalment. Quan el ball de bastons de Masquefa es recuperà l'any 1978, ja no fou requerit, atesa la presència d'un nou músic local.

### Personalitat i llegat
Els qui el conegueren descriuen Josep Carbó com un home fort i voluntariós, de caràcter amable i pausat, sempre vestit amb americana. La seva dedicació a la música no fou sempre compresa dins l'àmbit familiar: la seva esposa desaprovava les sortides musicals, i això limità la seva participació en algunes activitats.
Tot i no ser considerat un flabiolaire extraordinari en l'àmbit tècnic, la seva perseverança com a músic popular tingué un valor fonamental per a la continuïtat del flabiol i dels balls de bastons a la seva comarca. La seva figura ha estat reconeguda especialment per haver mantingut viva la tradició flabiolaire en un moment de forta crisi i regressió d'aquest patrimoni. Gràcies a la seva implicació, el flabiol no desaparegué completament a Esparreguera i Masquefa, a diferència del que succeí a moltes altres zones del país.
Josep Carbó Vilamajor és un exemple paradigmàtic del músic popular català del segle xx, arrelat al territori, vinculat a la cultura popular i capaç de resistir les adversitats socials, polítiques i econòmiques per mantenir viu un ofici i una tradició.